# Филигрански плочници
Филигрански плочници је двоструки албум загребачке групе Азра. Албум садржи 28 песама од којих су хитови Тко то тамо пјева, Хладан као лед, Пут за Катманду... Изашао је 1982. године у издању Југотона.
Након антологијског, дуплог албума Сунчана страна улице (1981), а потом и троструког, живог албума Равно до дна (1982), снимљеног током низа Азриних фуриозних концерата у загребачком клубу Кулушић, јесени 1981. године (у пуном свирачком и креативном налету бенда), на ред је дошао логичан наставак – још један савршен, опет дупли албум, веома инспиративан, смештен између крајности борбене политичке жестине са Џонијевих барикада и предивних љубавних балада, на трагу претходника у мисији разобличавања улепшане и наметнуте стварности с почетка осамдесетих... Са барикада урбане рок ен рол сцене Загреба проговорили су још једном веома бескомпромисно и оштро Бранимир Штулић и Азра, снимивши током марта и априла 1982. године нови албум – Филигранске плочнике(објављен јуна 1982)... Легендарну поставу Азре чинили су: Бранимир Штулић – вокал, гитара, Борис Лајнер – бубњеви, вокал и Мишо Хрњак – бас, вокал. На албуму је још учествовао: Мирослав Седак-Бенчић – саксофон, флаута, оргуље и клавијатуре. Двадесет и осам нових песама биле су улазница, креативна и борбена, за клуб бесмртних великана југословенске сцене...

## О албуму
Филигрански плочници били су креативни врхунац једног невероватног периода (1980—1982) бенда Азра, део једне невероватне експлозије слободе и маште (након одласка вође) мноштва битних аутора, како на пољу рок ен рола – Шарло Акробата, Идоли, Електрични оргазам, Катарина II, рани Брејкерси, Дисциплина кичме, Хаустор, Филм, Прљаво казалиште, Параф, Панкрти..., тако рецимо и на пољу филма – Дечко који обећава и Живети као сав нормалан свет Мише Радивојевића, Ко то тамо пева и Маратонци трче почасни круг Слободана Шијана, Мајстори, мајстори и Вариола вера Горана Марковића, Посебан третман Горана Паскаљевића, Петријин венац и Нешто између Срђана Карановића, Јована Лукина и Смрт господина Голуже Живка Николића... Било је то време отворених провокација, преиспитивања и табу тема, вентила након деценија гушења свих могућих, пре свега уметничких и политичких слобода...

## Листа песама

### Плоча 1
Аутор(и) свих текстова и песама: Бранимир Штулић. 
| №   | Назив                          | Трајање |  |
| 1.  | Тко то тамо пјева              | 2:45    |  |
| 2.  | '68                            | 4:23    |  |
| 3.  | Волим те кад причаш            | 2:15    |  |
| 4.  | Не продајем насмијешаног пса   | 3:08    |  |
| 5.  | Прољеће је 13. у децембру      | 4:24    |  |
| 6.  | Ако знаш било што              | 4:15    |  |
| 7.  | Људи самоће                    | 3:20    |  |
| 8.  | Страх од смрти                 | 3:17    |  |
| 9.  | Roll over Jura                 | 3:14    |  |
| 10. | Наизглед лијепа                | 5:25    |  |
| 11. | Хладан као лед                 | 2:57    |  |
| 12. | И ником није лепше нег' је нам | 2:52    |  |
| 13. | Иран                           | 1:56    |  |